# Nosso Amor Rebelde
Nosso Amor Rebelde é o segundo álbum de estúdio em língua portuguesa do grupo mexicano RBD, lançado apenas no Brasil em 22 de maio de 2006 pela gravadora EMI Music.
O disco contém 11 versões de canções do disco original em espanhol, Nuestro Amor (2005).

## Antecedentes
Com o êxito de duas temporadas da novela Rebelde (2004–06) no Brasil, exibidas pelo SBT e também pela boa certificação de vendas garantidas pelos seus álbuns no país, principalmente por Rebelde: Edição Brasil – versão em português de Rebelde, primeiro álbum do grupo – a produção do grupo RBD resolveu começar a produzir uma versão brasileira do disco Nuestro Amor (2005) para apoiar a transmissão da seguinte temporada da telenovela protagonizada pelo grupo e exibida em diversos países do mundo.

## Divulgação

### Produção
Foi inteiramente produzido por Armando Avila, Carlos Lara e Max Di Carlo e pelo diretor executivo da banda, Pedro Damián. As letras das músicas em português foram traduzidas e adaptadas por Cláudio Rabello.

### Singles
Todos os integrantes do grupo musical se revezavam entre o estúdio de gravação e as filmagens da telenovela Rebelde (2004–06). As primeiras canções a serem gravadas foram "Nosso Amor", lançada em 22 de maio de 2006 e "Venha de Novo o Amor", lançada em 23 de junho de 2006, para serem utilizadas como trilha sonora da telenovela, no Brasil, e também como singles promocionais do álbum.

## Lista de faixas
| N.º | Título                   | Compositor(es)                                  | Produtor(es)             | Duração |  |
| 1.  | "Nosso Amor"             | Memo Méndez Guiú Billy Méndez Cláudio Rabello   | Armando Ávila            | 3:34    |  |
| 2.  | "Feliz Aniversário"      | Jade Ell Mats Hedstrôm Carlos Lara Rabello      | Carlos Lara Max di Carlo | 2:58    |  |
| 3.  | "Esse Coração"           | Armando Ávila Rabello                           | Ávila                    | 3:27    |  |
| 4.  | "Venha de Novo o Amor"   | Lara Max di Carlo Rabello                       | Lara di Carlo            | 3:34    |  |
| 5.  | "Ao Seu Lado"            | Lara Rabello                                    | Lara di Carlo            | 3:46    |  |
| 6.  | "Fora"                   | Mauricio Arriaga Rabello                        | Ávila                    | 3:36    |  |
| 7.  | "O Que Houve Com O Amor" | Ávila                                           | Ávila                    | 3:44    |  |
| 8.  | "O Que Há Por Trás"      | Lara di Carlo Rabello                           | Lara di Carlo            | 3:17    |  |
| 9.  | "Atrás de Mim"           | Lara di Carlo Pedro Damián Rabello              | Lara di Carlo            | 3:11    |  |
| 10. | "Só Para Você"           | Mario Sandoval Rabello                          | Ávila                    | 3:43    |  |
| 11. | "Uma Canção"             | José Roberto Matera CJ Turbay Daccarett Rabello | Ávila                    | 3:37    |  |

| Nosso Amor Rebelde – Faixas bônus |                                |                            |                |         |  |
| N.º                               | Título                         | Compositor(es)             | Produtor(es)   | Duração |  |
| 12.                               | "Me Voy"                       | Kara DioGuardi Maury Stern | Lara di Carlo  | 3:25    |  |
| 13.                               | "Así Soy Yo"                   | Fernando Rojo              | Ávila          | 3:08    |  |
| 15.                               | "Nuestro Amor" (vídeo musical) | Guiu Méndez                | Ávila          | 3:32    |  |
| Duração total:                    | Duração total:                 | Duração total:             | Duração total: | 48:41   |  |

## Desempenho comercial
No Brasil, conquistou a quinta posição da parada de CDs divulgada pela revista Época na semana de 4 de abril de 2006. Encerrou na 14ª posição entre os álbuns mais vendidos da ano no país.
| País — Tabela musical (2006) | Posição de pico |
| ---------------------------- | --------------- |
| Brasil (Época)               | 5               |

| País — Tabela musical (2006) | Posição |
| ---------------------------- | ------- |
| Brasil (Pro-Música Brasil)   | 14      |

## Histórico de lançamento
| Região | Data               | Formato             | Gravadora |
| ------ | ------------------ | ------------------- | --------- |
| Brasil | 22 de maio de 2006 | CD Download digital | EMI       |